# 발지르 페헤이라
발지르 페헤이라(포르투갈어: Waldyr Pereira, 1928년 10월 8일 ~ 2001년 5월 12일)는 지지(포르투갈어: Didi)로 잘 알려진 브라질의 전 축구 선수로, 현역 시절 포지션은 중앙 미드필더였다.
지지는 선수 생활의 대부분을 브라질에서 보냈다. 그가 유럽에서 뛴 것은 레알 마드리드 CF에서의 2년 뿐인데, 그는 이 시기에 유러피언 컵 정상에 두 번이나 올랐다.
또한 브라질 축구 국가대표팀으로도 1954년 FIFA 월드컵, 1958년 FIFA 월드컵, 1962년 FIFA 월드컵 세 번의 월드컵에 출전했으며, 이 중 뒤의 두 번의 월드컵에서 정상에 올랐다. 특히 1958년 대회에서 지지는 매우 뛰어난 활약을 보이면서 이후 골든 볼이 만들어졌을 때 해당 대회의 수상자로 이름을 올렸다. 그리고 이 우승은 현재까지 유일하게 남미 팀이 유럽에서 열린 대회에서 정상에 오른 대회이다.

## 수상

### 보타포구
- 캄페오나투 카리오카 : 1957, 1961, 1962
- 토르네이우 리우-상파울루 : 1962

### 플루미넨시
- 캄페오나투 카리오카 : 1951
- 코파 리우 : 1952

### 레알 마드리드
- 유로피언컵 : 1959-60
- 라몬 데 카란사 트로피 : 1959

### 브라질
- FIFA 월드컵 : 1958, 1962
- 코파 오스발도 크루즈 : 1955, 1958, 1961, 1962
- 오이긴스컵 : 1955, 1961
- 팬 아메리칸 게임 : 1952
- 아틀란틱컵 : 1956

### 개인
- 브라질 축구 박물관 명예의 전당
- 발롱도르 드림팀 브론즈 : 2020
- IFFHS 선정 20세기 브라질 선수 7위
- IFFHS 선정 20세기 최고의 선수 19위
- IFFHS 선정 남아메리카 역대 베스트